# Oxystomina elongata
Oxystomina elongata is een rondwormensoort uit de familie van de Oxystominidae. De wetenschappelijke naam van de soort is voor het eerst geldig gepubliceerd in 1874 door Bütschli.